# Білогородська сільська територіальна громада
Білогородська сільська територіальна громада — територіальна громада в Україні, в Бучанському районі Київської області. Адміністративний центр — село Білогородка.
Утворена 12 червня 2020 року шляхом об'єднання Білогородської, Бобрицької, Гореницької, Музичанської, Святопетрівської сільських рад Києво-Святошинського району.

## Населені пункти
У складі громади десять сіл:
- Білогородка
- Бобриця
- Гнатівка
- Гореничі
- Лука
- Музичі
- Неграші
- Святопетрівське
- Стоянка
- Шевченкове

## Старостинські округи
- Бобрицький
- Гореницький
- Музичанський
- Святопетрівський